# Diocèse de Yuci

Situation sur la carte

Le diocèse de Yuci (Dioecesis Iuzeana; en chinoisː 榆次) est un siège de l'Église catholique en Chine, suffragant de l'archidiocèse de Taiyuan. Il comptait en 1950 un nombre de 15.410 baptisés pour 1.500.000 habitants. Le siège est vacant.

## Territoire
Le diocèse comprend la ville-préfecture de Jinzhong dans la province du Shanxi.
Le siège épiscopal est à Pujong, à la cathédrale Saint-Joseph.

## Histoire
La région est évangélisée par les franciscains italiens tout au long du XIXe siècle et au début du XXe siècle. La préfecture apostolique de Yuci (Yütze) est érigée le 17 juin 1931 par le bref apostolique Cum Minister de Pie XI, recevant son territoire du vicariat apostolique de Taiyuanfu (aujourd'hui archidiocèse de Taiyuan).
Le 9 mars 1944, la préfecture apostolique est élevée au rang de vicariat apostolique par la bulle Apostolicam de Yütze de Pie XII.
Le 11 avril 1946, le vicariat apostolique est élevé en diocèse par la bulle Quotidie Nos du même Pie XII.
Avec l'expulsion des missionnaires étrangers, le diocèse demeure vacant jusqu'en 1953, quand est consacré évêque dans la clandestinité le prêtre franciscain Antoine Humilis Yang Guangqi: mais il est bientôt arrêté et meurt en prison en 1957. Depuis lors, le diocèse est vacant, même si le gouvernement décide - en l'amputant d'une grande partie de son territoire (donnée à l'archidiocèse de Taiyuan) - de former le nouveau diocèse de Jinzhong, territoire non reconnu par Rome. Le gouvernement fait nommer le 14 septembre 1999 un nouvel évêque (non reconnu par Rome) en la personne de Jean-Baptiste Wang Jin, décédé en 2014.
En 2014, un couvent féminin de vie contemplative est inauguré sous le nom de « monastère du jardin de Saint Augustin »; il s'agit du premier monastère de vie cloîtrée inauguré en Chine communiste depuis l'avènement de ce régime en 1949.

## Ordinaires
- Pietro Ermenegildo Focaccia, O.F.M. † (16 janvier 1932 - 12 août 1953)
- Antoine Humilis Yang Kuang C'hi, O.F.M. † (20 septembre 1955 - 11 novembre 1957)
  - Sede vacante
  - Wang Yu-tian † (1991 consacré - 1999 décédé)
  - Jean-Baptiste Wang Jin † (14 septembre 1999 consacré - 23 septembre 2014 décédé)

## Statistiques
Le diocèse à la fin de l'année 1950 comptait sur une population de 1.500.000 habitants un nombre de 15.410 baptisés (1,0%).
Selon l'agence Fides en 2011, «le diocèse compte plus de 20 000 fidèles avec une trentaine de prêtres, 29 séminaristes et une trentaine de religieuses de la congrégation diocésaine de l'Assomption».